# Jean-Georges Vibert

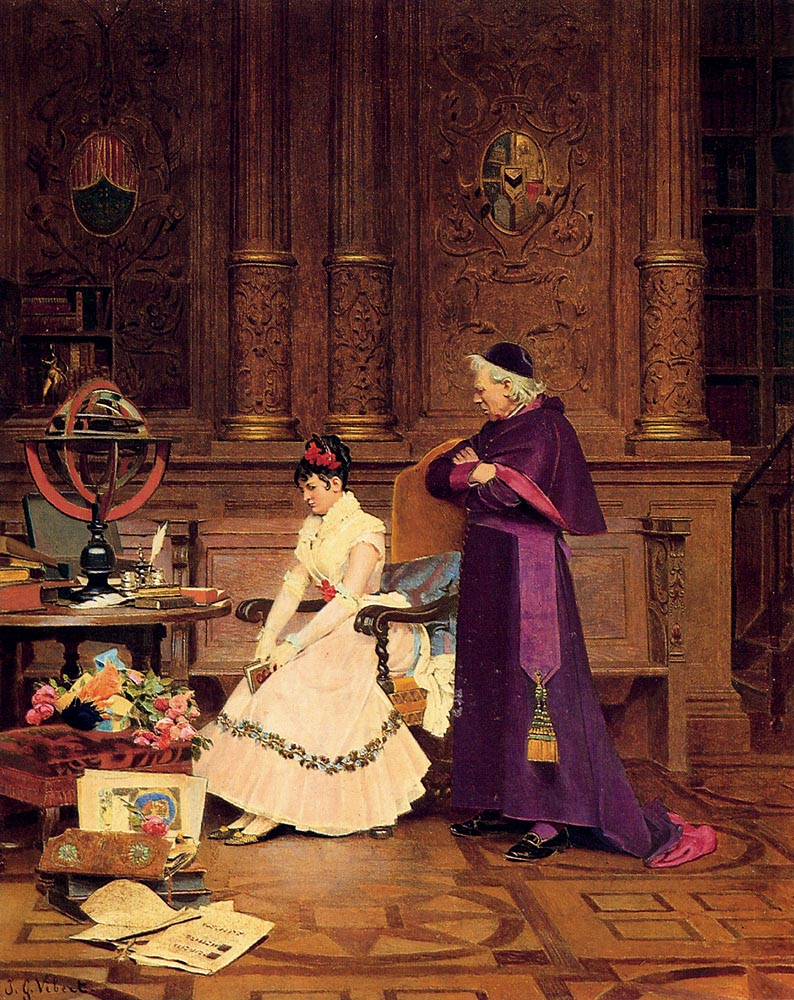
Jean-Georges Vibert: Die Ermahnung

Jean-Georges Vibert, auch Jehan-Georges Vibert (* 30. September 1840 in Paris; † 28. Juli 1902 ebenda) war ein französischer Maler.
Er war ein Enkel des berühmten Rosenzüchters Jean-Pierre Vibert.
Jean-Georges Vibert studierte an der École des Beaux-Arts und bei Félix-Joseph Barrias und François-Édouard Picot und begann mit mythologischen Darstellungen, fand aber Ende der 1860er Jahre in humoristischen Genrebildern, zum Teil mit Figuren aus dem 17. und 18. Jahrhundert, das eigentliche Feld seiner Tätigkeit.
Seine durch elegante Zeichnung und ein lebhaftes, buntes Kolorit ausgezeichneten Hauptwerke sind:
- Zudringlichkeit,
- Die Abreise der Neuvermählten,
- Der Erstgeborne,
- Die Ermahnung,
- Die Grille und die Ameise,
- Der neue Kommis,
- Die Serenade,
- Die Toilette der Madonna, eine Auktion und das Porträt des Schauspielers
- Coquelin in einer Rolle aus den „Précieuses ridicules“.

Eine Ausnahmestellung unter seinen Werken nimmt das große figurenreiche Bild der Apotheose Thiers’ (1878, im Musée du Luxembourg) ein, auf welcher der von dem trauernden Frankreich beweinte Leichnam des Verstorbenen von zwei visionenartigen Darstellungen umgeben ist, welche das brennende Paris zur Zeit der Kommune und Thiers’ Trauerzug in zahlreichen Figuren schildern. Vibert hat auch viele Aquarelle von geistvoller Charakteristik gemalt.